# SIRT3
SIRT3 (англ. Sirtuin 3) – білок, який кодується однойменним геном, розташованим у людей на короткому плечі 11-ї хромосоми. Довжина поліпептидного ланцюга білка становить 399 амінокислот, а молекулярна маса — 43 573.
| 10         |  | 20         |  | 30         |  | 40         |  | 50         |
| ---------- |  | ---------- |  | ---------- |  | ---------- |  | ---------- |
| MAFWGWRAAA |  | ALRLWGRVVE |  | RVEAGGGVGP |  | FQACGCRLVL |  | GGRDDVSAGL |
| RGSHGARGEP |  | LDPARPLQRP |  | PRPEVPRAFR |  | RQPRAAAPSF |  | FFSSIKGGRR |
| SISFSVGASS |  | VVGSGGSSDK |  | GKLSLQDVAE |  | LIRARACQRV |  | VVMVGAGIST |
| PSGIPDFRSP |  | GSGLYSNLQQ |  | YDLPYPEAIF |  | ELPFFFHNPK |  | PFFTLAKELY |
| PGNYKPNVTH |  | YFLRLLHDKG |  | LLLRLYTQNI |  | DGLERVSGIP |  | ASKLVEAHGT |
| FASATCTVCQ |  | RPFPGEDIRA |  | DVMADRVPRC |  | PVCTGVVKPD |  | IVFFGEPLPQ |
| RFLLHVVDFP |  | MADLLLILGT |  | SLEVEPFASL |  | TEAVRSSVPR |  | LLINRDLVGP |
| LAWHPRSRDV |  | AQLGDVVHGV |  | ESLVELLGWT |  | EEMRDLVQRE |  | TGKLDGPDK  |

A: Аланін

C: Цистеїн

D: Аспарагінова кислота

E: Глутамінова кислота

F: Фенілаланін

G: Гліцин

H: Гістидин

I: Ізолейцин

K: Лізин

L: Лейцин

M: Метіонін

N: Аспарагін

P: Пролін

Q: Глутамін

R: Аргінін

S: Серин

T: Треонін

V: Валін

W: Триптофан

Кодований геном білок за функцією належить до гідролаз. 
Задіяний у такому біологічному процесі, як альтернативний сплайсинг. 
Білок має сайт для зв'язування з НАД, іонами металів, іоном цинку. 
Локалізований у мітохондрії.